# چانیایوک
چانیایوک (به اسپانیایی: Chancayoc) یک کوه در پرو است که در منطقه انکاش واقع شده‌است. چانیایوک ۴٬۸۰۰ متر بالاتر از سطح دریا واقع شده‌است.